# Middelkerke
Middelkerke é um município belga da província de Flandres Ocidental, junto ao Mar do Norte, a oeste de Oostende. O município compreende as vilas de  Leffinge, Lombardsijde, Mannekensvere, Middelkerke propriamente dita, Schore, Sint-Pieters-Kapelle, Slijpe, Westende e Wilskerke. Em 1 de Janeiro de 2006, o município tinha uma população de 17.841 habitantes, uma superfície de  75,65 km² a que correspondia a uma densidade populacional  de 236 habitantes por km².

## Divisão administrativa
O município encontra-se dividido do ponto de vista estatístico em 9 deelgemeenten. Ver tabela em baixo.
| #    | Nome                 | Área  | População |
| ---- | -------------------- | ----- | --------- |
| I    | Middelkerke          | 5,08  |           |
| II   | Westende             | 7,60  |           |
| III  | Lombardsijde         | 1,79  |           |
| IV   | Wilskerke            | 5,06  |           |
| V    | Leffinge             | 20,46 |           |
| VI   | Slijpe               | 17,54 |           |
| VII  | Mannekensvere        | 6,58  |           |
| VIII | Schore               | 6,70  |           |
| IX   | Sint-Pieters-Kapelle | 4,84  |           |

## Mapa

Middelkerke, deelgemeenten e cidades vizinhas. As áreas amareladas são zonas urbanas.

## Evolução demográfica
- Fonte:NIS - Opm:1806 t/m 1970=Estimativa de  31 de Dezembro 1977= População em 1 de Janeiro
- 1971: Perdeu  Raversijde para Oostende (-2,06 km² e 1.140 habitantes)
- 1977:anexou  Leffinge, Spermalie, Westende e  Lombardsijde e Wilskerke (+70,57 km² e 9.551 habitantes)